# Fagor (equipa ciclista espanhola)
A equipa Fagor foi um equipa ciclista espanhola que competiu entre 1966 e 1969. Não se deve confundir com a equipa francesa também chamado Fagor.
Em 1970 faz-se unir com a equipa Mercier-BP-Hutchinson, passando a denominar-se este Fagor-Mercier-Hutchinson.

## Corredor melhor classificado nas Grandes Voltas

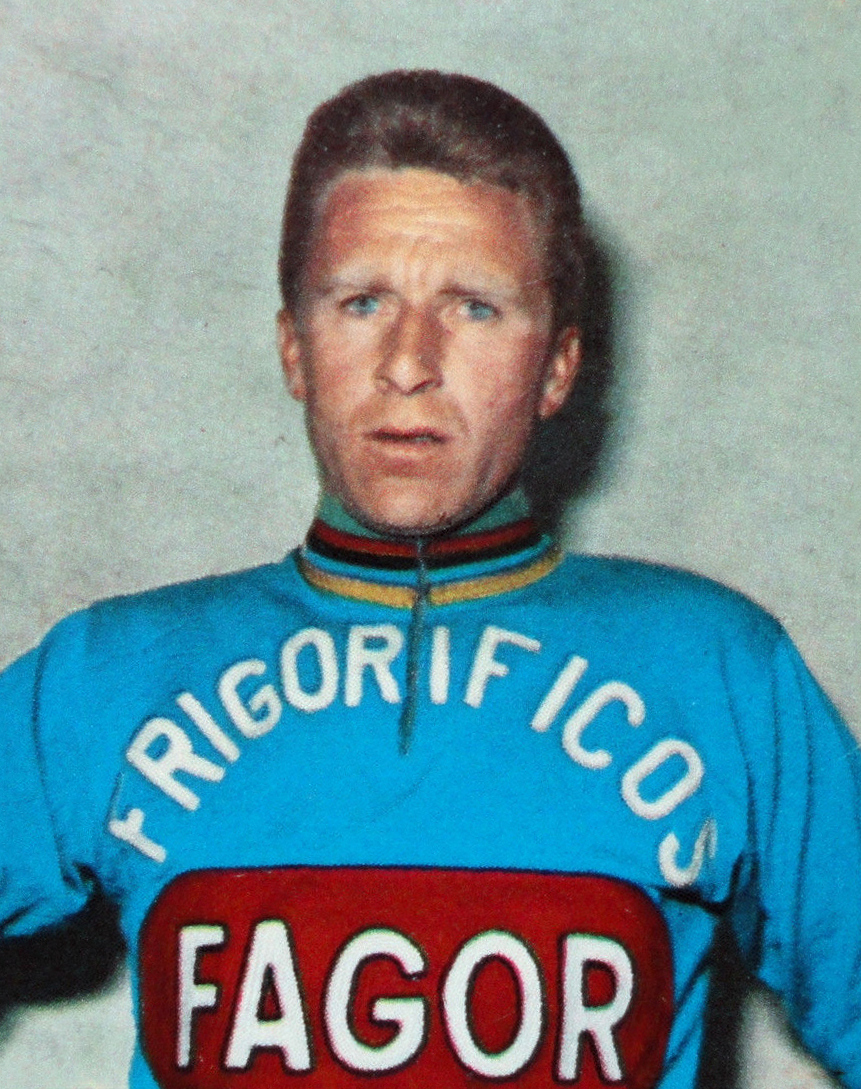
Patxi Gabica com o maillot de Fagor

| Ano  | Giro d'Italia    | Tour de France       | Volta a Espanha   |
| ---- | ---------------- | -------------------- | ----------------- |
| 1966 | -                | 18.º Txomin Perurena | 4.º Luis Otaño    |
| 1967 | -                | -                    | 4.º Luis Otaño    |
| 1968 | 8.º Patxi Gabica | -                    | 3.º Eusebio Vélez |
| 1969 | -                | 11.º Joaquim Galera  | 2.º Luis Ocaña    |

## Principais resultados
- Semana Catalã: José Manuel López Rodríguez (1966), Domingo Perurena (1967), Mariano Díaz (1968), Luis Ocaña (1969)
- Volta à Andaluzia: Jesús Aranzábal (1966), Ramón Mendiburu (1967)
- Volta à La Rioja: Gabino Ereñozaga (1967), Ramón Mendiburu (1968), Luis Ocaña (1969)
- Volta a Levante: Mariano Díaz (1968)
- Klasika Primavera: Eusebio Vélez (1968)
- Eibarko Bizikleta: José María Errandonea (1968)
- Volta à Catalunha: Mariano Díaz (1969)
- Grande Prêmio do Midi Livre: Luis Ocaña (1969)

### Às grandes voltas
- Volta a Espanha
  -     - 4 participações (1966, 1967, 1968, 1969)
    - 15 vitórias de etapa:
      - 4 o 1966: José María Errandonea, Ramón Mendiburu, Luis Otaño, Domingo Perurena
      - 2 o 1967: Domingo Perurena, Mariano Díaz
      - 3 o 1968: Domingo Perurena, José María Errandonea, Luis Pedro Santamarina
      - 6 o 1969: Luis Ocaña (3), Domingo Perurena, José Manuel López Rodríguez, Mariano Díaz

    - 0 classificação final:
    - 3 classificações secundárias:
    - Grande Prêmio da montanha: Mariano Díaz (1967), Francisco Gabica (1968), Luis Ocaña (1969)

- Tour de France
  -     - 2 participações (1966, 1969)
    - 1 vitórias de etapa:
      - 1 o 1966: Luis Otaño

    - 0 classificações secundárias:

- Giro d'Italia
  -     - 1 participações (1968)
    - 2 vitória de etapa:
      - 2 o 1968: José Antonio Momeñe, Luis Pedro Santamarina

    - 0 classificações secundárias: